# Anthony Richardson
Pour les articles homonymes, voir Richardson.
Anthony  Richardson, né le 11 novembre 1899 à Kensington et mort le 4 février 1964 à Southwark, est un auteur britannique de ouvrages documentaires et de roman d’aventures. Il a également publié plusieurs romans policiers sous le pseudonyme Patrick Wynnton.

## Biographie
Il naît dans le quartier londonien de  Kensington et fait ses études au Marlborough College. Pendant la Deuxième Guerre mondiale, il sert dans l’administration du corps de réserve de la Royal Air Force.
Sa carrière littéraire s’amorce dès les années 1920 avec la publication, sous son patronyme, de nombreux récits d’aventures et, sous le pseudonyme de Patrick Wynnton, de nouvelles et de romans policiers qui se déroulent à l’occasion dans les milieux militaires, notamment dans Le Troisième Messager (1926).
En 1950, il devient célèbre avec la publication d’un récit documentaire : Wingless Victory: The Story of Sir Basil Embry's Escape from Occupied France in the Summer of 1940. Il signe dans les années qui suivent plusieurs autres ouvrages documentaires sur le rôle de l’armée et de la police.

## Œuvre

### Romans

#### Romans d’aventures signés Anthony Richardson
- Ransom (1925)
- High Silver (1926)
- The Barbury Witch (1927)
- The Transgressor (1928)
- Milord and I (1930)
- City of the Rose (1933)
- Golden Empire (1938)
- The Rose of Kantara (1951)
- I was a Pirate  (1959)
- One Man and his Dog (1962)

#### Romans policiers signés Patrick Wynnton
- The Black Turret (1925) Publié en français sous le titre La Tour noire, Paris, Librairie des Champs-Élysées, Le Masque no 58, 1930
- The Third Messenger (1926) Publié en français sous le titre Le Troisième Messager, Paris, Librairie des Champs-Élysées, Le Masque  no 61, 1930
- The Lady Zia (1928)
- The Lost Mark (1929)
- The Honourable Pursuit  (1930)
- The Ten Jewels (1931)
- The Agent Outside (1931)

### Autres publications signées Anthony Richardson
- Word of the Earth. Conversations Between Fictitious Characters (1923)
- Because of these: Verses of the Royal Air Force (1942)
- These - Our Children (1943)
- Full Cycle: Verses of the Royal Air Force (1946)
- Wingless Victory: The Story of Sir Basil Embry's Escape from Occupied France in the Summer of 1940 ou Alone He Went (É.-U.) (1950), en collaboration avec Sir Basil Edward Embry
- Crash Kavanagh: A Biography of Reg Kavanagh (1953), en collaboration avec  Reg Kavanagh
- Nick of the River: The Story of Detective Inspector David Herbert Cyril Nixon (1955), en collaboration avec David Herbert Cyril Nixon
- The Crowded Hours: the Story of 'SOS' Cohen (1952)
- No Place to lay my Head. An account of the experiences of a Byelorussian in the German Army during the Second World War (1957)
- Never Say Die: A return to everyday living for the partly disabled (1959)
- Nick of Notting Hill: The Bearded Policeman. The story of Police Constable J. Nixon of the Metropolitan Police (1965), en collaboation avec Joe Nixon

### Nouvelles

#### Signées Anthony Richardson
- A Kind of Freedom (1926)
- Bert's Susan’s Clara (1930)
- Their Own Way (1933)
- The Torch (1937)
- Miss Ashley’s Husband (1937)
- You Have Only to Ask (1938)
- Sampler Chart (1940)

#### Signées Patrick Wynnton
- Mystery of the Arches (1933)
- Hells' Gamble (1933)
- The Net (1933)
- Crooks Cove (1934)
- The Grand Duke's Seal (1934)
- Guardian of the Idol's Eye (1935)

## Sources
- Jacques Baudou et Jean-Jacques Schleret, Le Vrai Visage du Masque, Volume 1, Paris, Futuropolis, 1984, p. 472-473.